# Ерен Єгер
Ерен Єгер (яп. エレン・イェーガー, латиніз.: Eren Yēgā) — головний герой серії манги та аніме «Атака титанів», створеної Хаджіме Ісаяма.

## Опис
На початку історії Ерен — дитина, яка мріє винищити всіх Титанів - величезних людиноподібних істот-людожерів, що змусили рештки людства жити в обнесених стінами містах і з'їли його матір, зруйнувавши його рідне місто в районі Шіганшина на Стіні Марії. Щоб перемогти титанів, Ерен записується в армію і приєднується до Корпусу розвідки — елітної групи солдатів, які борються з титанами поза стінами, а також вивчають фізіологію титанів, щоб знати, з чим вони борються. По ходу сюжету Ерен здобуває силу і стає титаном, якого згодом визначили як «Атакуючий титан» (進撃の巨人, Shingeki no Kyojin). Він також з'являвся в інших суміжних медіа, включаючи аніме та відеоігри.
Ісаяма створив Ерена з метою створення персонажа, чиї страхи та мрії були близькими для багатьох, але вони часто конфліктували з його власною темрявою, що призводило до численних змін у його характеризації. В аніме-адаптації серіалу Ерен озвучили Юкі Кадзі японською мовою та Брайс Папенбрук англійською. Обидва актори зіткнулися з труднощами у використанні різних типів голосів, залежно від того, як Ерен дорослішає впродовж оповіді. У повнометражній екранізації його грає Харума Міура.
Спочатку Ерена сприймали критично, вважаючи його занадто антагоністичним та суворим для його віку. Позитивні оцінки зосереджувалися на ідеалах персонажа та його новоотриманих силах як Титана, а також на розвитку сюжетної лінії. У наступних частинах манги та аніме він став більш позитивним, ніж героїчним, що підтверджується його подвійною номінацією на "Найкращого протагоніста" і "Найкращого антагоніста" на 6-тій премії Crunchyroll Anime Awards, а перемогу здобув у останній категорії. Ерен став улюбленцем фанатів "Атаки на Титан", а його озвучення виконано акторами Кадзі та Папенбрук, які отримали величезну похвалу за своє втілення персонажів.

## Створення та дизайн

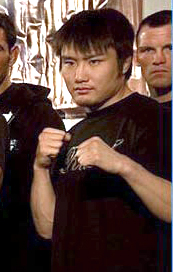
Бойовий стиль Ерена базується на Таканорі Гомі.

Автор Хаджіме Ісаяма створив Ерена «звичайним юнаком, якого паралізує страх» при зустрічі з титаном. Як наслідок, він не був наділений талантом воїна, на відміну від інших персонажів серії. Ісаяма заявив, що однією з причин, чому він обрав ім'я «Ерен» для персонажа, є те, що воно звучить жіночно, і так легше його запам'ятати. Ісаяма визнав, що в минулому він мав важкість надати Ерену відчуття "живості" під час написання і називав персонажа "рабом сюжету"..
Ісаяма заявив, що бажання Ерена вийти за межі стін міста подібне до його власного. У дитинстві він жив у сільському японському містечку, оточеному горами. Одного разу він захотів вирушити за гори, що відображається в манзі, де Ерен проживав на початку серії, в місті, оточеному стінами.. Озираючись назад, Ісаяма вважає, що Ерен відповідає типу наративу, який він написав для «Атаки на Титан», і з яким йому вдалося зблизитися.
Ісаяма заявив, що він особливу увагу приділяв очам Ерена, розробляючи його образ, з метою виділити його серед інших персонажів. Він спеціально вибрав дати Ерену тонкі брови замість густих, оскільки вважав, що використання густіших бровей для вираження його гнівної особистості буде "штучним". Оскільки Ерен - енергійний персонаж, Ісаяма обрав дати йому чорне волосся, щоб було легше малювати швидкі лінії навколо нього, коли він рухається.. Статура персонажа у формі Титана була змодельована за прикладом бійця змішаних єдиноборств у середній вазі Юшіна Окамі (Yushin Okami). Ісаяма також вказав, що використовував стиль бою лівшів, який притаманний Таканорі Гомі, як модель для титана Ерена та його бойових прийомів.. Ісаяма спочатку хотів, щоб Ерен завжди знав, що він Титан. Переглядаючи попередні розділи манги, Ісаяма заявив, що битва Ерена з Вархаммером була однією з його улюблених сцен.

### Характеристика і теми
Ісаяма описує особистість Ерена як дитину, яка використовує лють як мотивацію через свою слабкість і нездатність врятувати матір від Титанів. Його відповідь на такий тиск викликала цю злість, що призвело до глибокого розкриття його характеру. Багато зображень нього були жорстокими за природою через його постійну боротьбу проти безжального середовища. Однак ця ненависть часто поєднувалася з неосвіченістю, що призводило до небезпечних дій і необдуманого висування вперед. На початку серії, коли виявлено, що Ерен може перетворюватися на титана, Ісаяма вважає, що написав його спокійніше, ніж його оригінальний образ. Він зробив це для того, щоб надати іншому персонажу Арміну більше рішучості, оскільки Ерен покладався на нього, щоб зняти з нього звинувачення військових у тому, що він був ворогом людства.
Спочатку редактор запитав Ісаяму, хто був супротивником Ерен у манзі. Хоча спочатку він сказав, що це Енні, Ісаяма зазначив, що між ними не було такого суперництва, і натомість подумав, що Ерену потрібно було подолати щось, щоб стати сильнішим. Незважаючи на початкові проблеми з розумінням Ерен, Ісаяма зазначив, що згодом персонаж все більше і більше нагадував йому самого себе, хоча йому все ще було важко писати про Ерена. У пізніших розділах, коли зіткнувшись з Енні, Ісаяма хотів надати Ерену більше відповідальності, дозволивши йому відчути безсилля від убивства його союзників, яке вчинила зрадниця. Ще одна важлива сцена для арки Ерена полягала у тому, як він усвідомив, що його сила не є благом, оскільки його було маніпульовано його батьком Гришею, і він вважав, що не повинен жити через цю вину, особливо коли зрозумів, що вбив свого власного батька, бувши дитиною.. Говорячи про суперництво Ерена, Ісаяма натомість порівнює його з Люком Скайвокером із «Зоряних воєн», оскільки вважає, що обидва персонажі мають внутрішній конфлікт зі своєю темною сутністю. Ісаяма описує особистість Ерена як емоційний комплекс; коли його існуючі переконання поступово руйнуються, Ерен починає думати про те, щоб просто зберегти себе як новий стандарт, і, відповідно, діє відповідно до цього способу мислення.
У 22-му томі манґи Ісаяма намалював образ Ерена, який дивиться на море — те, що мотивувало його в дитинстві. Порівнюючи тріо Ерен, Мікаса та Армін зі старшокласниками, які ростуть від дитинства до закінчення школи, він розглядав сцену, де трійця дивиться на море, як альтернативне завершення манґи. Однак, за словами Ісаями, починаючи з цього моменту, Ерен і його друзі починають дорослішати і займати посади, залишені військовим начальством. Ісаяма сказав, що сприйняття Ерена як «затягнутого в історію» стало сутністю його персонажа, і що Мікаса та Армін розвинули в собі звичку обертатися навколо нього і бажати йому допомогти. За словами Ісаями, спочатку їхнім мисленням був фаворитизм, порівнюючи стосунки Ерена з Мікасою та Арміном з тим, як допомагають родичам чи братам і сестрам, які опинилися в скрутному становищі, навіть якщо глядачі ставлять це під сумнів. Він зазначив, що, незважаючи на схожий вік, Ерен, Мікаса і Армін мають різний душевний стан, і що їхнє дорослішання може передбачати їхнє можливе відокремлення і навіть протистояння один одному. Заявивши, що він не бачить Арміна та Ерена найкращими друзями назавжди, він далі досліджує особисту манеру письма, яка відкидає концепцію фатальної спорідненості стосовно Ерена та Мікаси, часто пишучи про те, як вони відчужуються і, як наслідок, проходять через розвиток характеру та незалежність кожного з них, хоча не вважає, що їхнє віддалення є обов'язково добрим явищем для змальовування.
Ісаяма відзначив, що характеризація Ерена відрізняється від того, як його спочатку бачили фанати; хоча спочатку бажав побачити море як мрію, яку він ділив з Арміном, правда полягала в тому, що Ерен ніколи так сильно не цікавився самим морем. Поки Армін мав своєрідну всесвітню цікавість та мріяв про природний світ за межами стін, Ерен відчував лише самозосереджене обурення від відсутності свободи, яку людство мало, щоб його побачити, що призвело до того, що внутрішня частина його почала сумніватися, чи він порожньоумний. Це призвело до поступової ясності в їх різних поглядах, оскільки розуміння Ерена про море поступово зникало..
Коли пізніше, в останньому розділі манги, Ерен розкриває Арміну свої мотиви вчинення масового вбивства, щоб зробити своїх друзів героями, останній дякує Ерену, що викликало суперечки серед читачів.У інтерв'ю щодо цієї сцени Ісаяма пояснив, що Армін не схвалював дії Ерена, але визнавав, що він був спільником Ерена. Визнавши, що прийом останнього дії манги та останнього розділу був різним, Ісаяма визнав, що мотивації Ерена та теми історії, які він хотів зобразити протягом дії, виявилися важкими для відображення, і він жалкує, що не зміг повністю виразити ці теми в манзі. Він пояснив, що внаслідок впливу героїчного зображення Ерена в аніме, Ісаяма сприйняв Ерена більш як "хорошого хлопця", і для того, щоб переконати читачів у своїх намірах, він повинен був керувати напрямом історії так, щоб це було переконливо; це був момент, про який він ще не впевнений, і він вибачився за це.

## Популярність
На 3-й премії Newtype Anime Awards за 2013 рік Ерен був визнаний восьмим найкращим чоловічим персонажем. В опитуваннях Animage Grand Prix Anime ' Ерен посів четверте місце за популярністю чоловічого аніме-персонажа після Леві, якого визнали найпопулярнішим. Однак його японський актор озвучування займав перше місце серед усіх акторів озвучування, а Ерен був його основною заслугою в той період. В Animedia Ерен був номінований у кількох категоріях, включаючи «Найцінніший гравець», «Темрява», «Гарячий» і «Хоробрий»; Виграв лише премію «Гаряче», а в решті посів високі місця. Anime News Network також назвала його форму Титана одним із найдивніших бонусів, які бачили в аніме. В опитуванні Newtype він був визнаний десятим найпопулярнішим чоловічим персонажем аніме 2010-х років. У липні 2021 року він знову з'явився в опитуваннях Newtype . На 6-й церемонії вручення нагород Crunchyroll Anime Awards Ерен отримав нагороду за найкращого антагоніста, а також був номінований як за найкращого головного героя, так і за «найкращу сцену бійки». Актор, який озвучив персонажа, Юкі Каджі, отримав нагороду за «Найкраще VA-виконання (JA)». На 7-й церемонії вручення премії Crunchyroll Anime Awards Ерен отримав нагороду за найкращого головного персонажа, а Юкі Каджі переміг у тій же категорії озвучення другий рік поспіль. На 8-й церемонії нагородження Crunchyroll Anime Awards Ерен і Юкі Кадзі знову були номіновані в тих же категоріях, що й минулого року.
Ерен зображений на різноманітних товарах. У грудні 2013 року компанія Good Smile випустила ремінець Ерен Піктам! разом з ремінцями інших персонажів серіалу. Після успіху серіалу були також випущені офіційні нендороїд і фігма Ерена Єгера. Ці фігурки існують завдяки різноманітним компаніям, що займаються виробництвом фігурок та сувенірної продукції. Фігма Ерена була випущена в травні 2014 року, а нендороїд — у квітні 2014 року. На додаток до фігурок, Bandai випустила плюшеві фігурки Ерен, меншу в грудні 2013 року і більшу в липні 2014 року. Ерен Єгер, як і багато інших персонажів серіалу, також має власний парфум, натхненний рисами його характеру. Його парфуми були випущені Koubutsuya восени 2013 року разом з парфумами для Мікаси Акерман та Леві Акерман. В опитуванні Akiba Souken Ерен був визнаний найпопулярнішим персонажем серіалу, набравши 50 143 голоси.